# Asociación civil El Paso
La Asociación Civil El Paso es una organización no gubernamental uruguaya, cuyas acciones se dirigen a la defensa de los derechos humanos de niñas, niños, adolescentes y mujeres que estén en situación de vulneración (abuso sexual, discriminación, exclusión social y otras formas de violencia).

## Historia
Fundada en 2010, tiene su sede en la calle Mariano Sagasta 25, Montevideo.Actualmente, quienes ejercen la Dirección Ejecutiva son Cristina Prego y Andrea Tuana Nageli.

### Acciones
El Paso articula con movimientos sociales en busca de la transformación de lo comunitario, propendiendo la integración social activa: "(...) además de un instrumento de transformación social a partir del pensamiento y la acción, [El Paso es concebido] como un espacio de crecimiento personal basado en el encuentro humano como acto político".

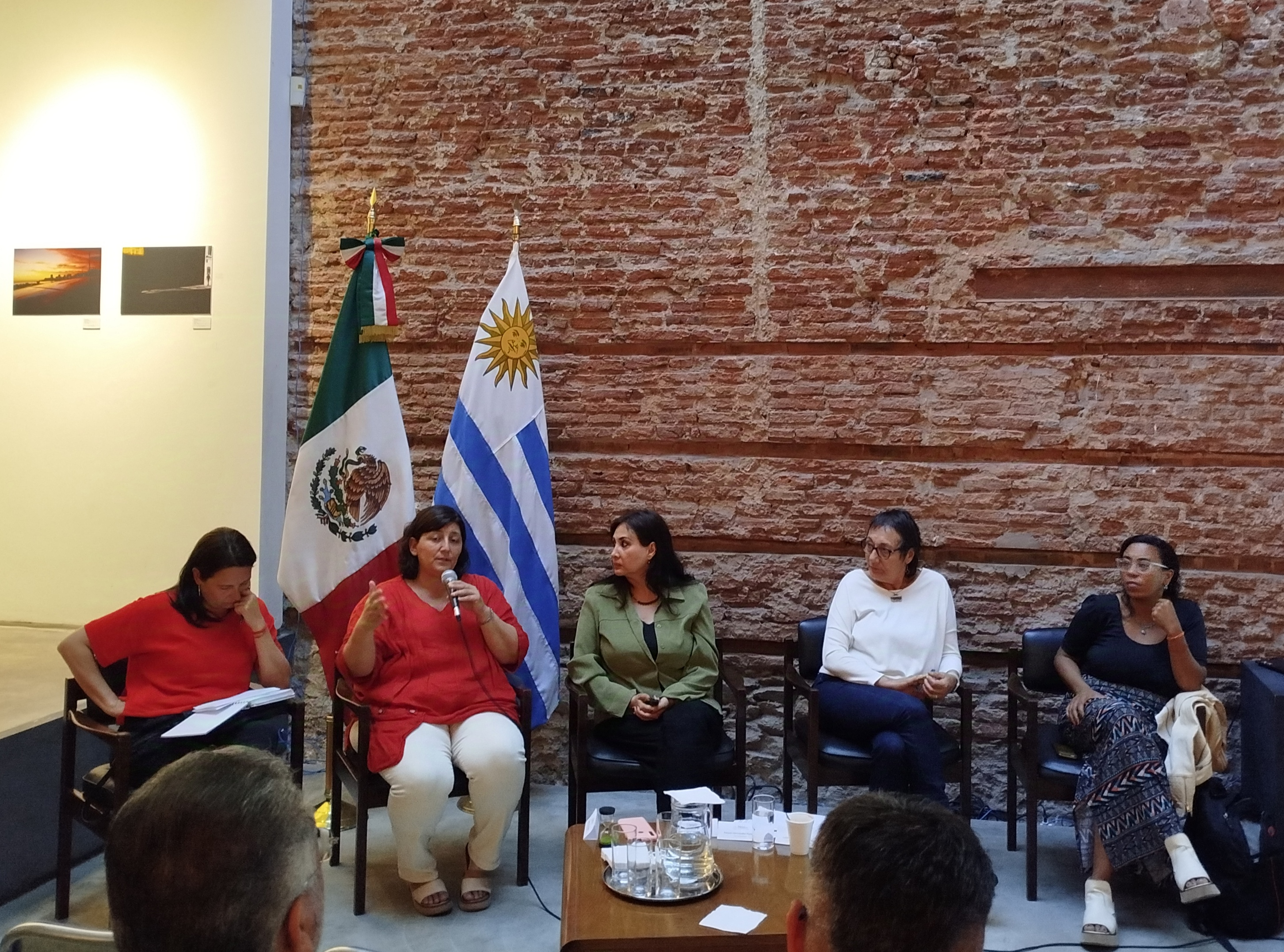
Conversatorio "Rompiendo el silencio Tejiendo redes para erradicar la violencia contra la mujer". Participa (en segundo lugar de izquierda a derecha): Andrea Tuana directora de la Asociación Civil El Paso.

Bajo esa perpectiva, desarrolla estrategias de intervención en el campo social y busca incidir en políticas públicas a través de la producción y transferencia de conocimientos. Ejemplo de ello es que, en 2020, generó una alianza con la empresa UPM para prevenir la explotación sexual en la zona de influencia de la planta. Y, en 2021 desarrolló la "Guía para el abordaje periodístico de la trata de personas" junto a la organización de la Asociación Civil El Abrojo.
Junto con El Abrojo y Cotidiano mujer llevaron adelante durante tres años la acción "Autonomías colectivas contra la violencia de género" con el co-financiamiento de la Delegación de la Unión Europea en Uruguay en el marco del Instrumento Europeo para la Democracia y los Derechos Humanos.
También lideraron el Proyecto Entramadas, financiado por la Unión Europea, junto con Flacso Uruguay y el Fondo de Mujeres del Sur que finalizó con la publicación de una guía para el trabajo con varones y masculinidades sobre violencias.
En diciembre de 2022, El Paso fue una de las organizaciones que dio contención a personas rescatadas en un allanamiento a una whiskería de Pueblo Centenario del departamento de Durazno.

### Área de Formación
Posee un área de formación que brinda capacitaciones, cursos, asesorías y talleres. 
Entre sus cursos permanentes, se cuentan el Curso básico de violencia de género y generaciones ofrecido desde 2015, cursos de profundización y cursos de formación práctica.